# Passiflora chrysosepala
Passiflora chrysosepala Schwerdtf. – gatunek rośliny z rodziny męczennicowatych (Passifloraceae Juss. ex Kunth in Humb.). Występuje naturalnie w Ekwadorze oraz Peru. 

## Morfologia
PokrójZdrewniałe, trwałe, owłosione liany.
LiściePodwójnie lub potrójnie klapowane, ścięte lub sercowate u podstawy. Mają 8–17 cm długości oraz 6–12 cm szerokości. Całobrzegie, z tępym lub ostrym wierzchołkiem. Ogonek liściowy jest owłosiony i ma długość 10–50 mm. Przylistki są liniowe, mają 5–8 mm długości.
KwiatyPojedyncze lub zebrane w pary. Działki kielicha są podłużnie owalne, białawe, mają 2,8–3,2 cm długości. Płatki są podłużne, białe, mają 3 cm długości. Przykoronek ułożony jest w dwóch rzędach, biało-purpurowy, ma 4–10 mm długości.
OwoceSą prawie kulistego kształtu. Mają 4,5 cm średnicy. Są żółtawej barwy.